# 100 tysięcy dolarów w słońcu
100 tysięcy dolarów w słońcu (fr. Cent mille dollars au soleil, wł. 100.000 dollari al sole) – francusko-włoski film drogi z 1964 roku w reżyserii Henriego Verneuila. Adaptacja powieści Claude'a Veillot z 1962 roku pt. Nous n'irons pas en Nigéria. Zdjęcia kręcono w Marrakeszu i Warzazat.

## Opis fabuły
W jednym z saharyjskich krajów bezwzględny Castigliano prowadzi firmę przewozową. Zatrudnia świetnych kierowców, którzy doskonale znają swój fach i mają duże doświadczenie. Pewnego dnia, Castigliano kupuje nowiutką ciężarówkę i załadowaną tajemniczym lecz wartościowym ładunkiem wartym 100 tysięcy dolarów, zamierza wysłać w daleki kurs ze świeżo zatrudnionym kierowcą – Steinerem. Nie podoba się to zwłaszcza Rocco, który podstępem wykrada wóz i wraz z jedną ze swoich kochanek "Pepą" (która umie prowadzić) zmierza do odbiorcy po odbiór zapłaty. Rozwścieczony Castigliano wysyła w pościg za uciekinierami swojego najlepszego kierowcę – Hervé'go. Ten rusza w drogę za sowitą zapłatą, zabierając ze sobą Steinera, który chce odwetu na Rocco, za utraconą robotę. Pościg ten, to swoisty pojedynek pomiędzy dwoma doskonałymi i doświadczonymi kierowcami znającymi trasę. Zdesperowany Rocco nie waha się przed niczym – próbuje zepchnąć w przepaść wóz Hervé'go i Steinera na górskiej drodze. W końcu, dopadnięty gdzieś na równinie z uszkodzonym wozem, nie ma skrupułów, aby użyć przeciwko kolegom broni. Rani Steinera i po sterroryzowaniu obydwóch przenosi cenny ładunek na ich sprawną ciężarówkę. Odjeżdża, pozostawiając kolegów na Saharze z (jednak) niezbędnymi do przetrwania zapasami żywności na kilka dni. Znający doskonale teren Hervé jest jednak w stanie pieszo, w szybkim tempie dotrzeć do autostrady i po kilku godzinach, w nieodległym mieście dopada zaskoczonego Rocco. Pomiędzy obydwoma "twardzielami" dochodzi do wyczerpującego pojedynku na pięści, a gdy już obydwaj są porządnie poobijani, Herve dowiaduje się od Rocca, że obydwaj trudzili się na daremno, bowiem "Pepa" niepostrzeżenie uciekła wraz z drogocennym ładunkiem. Obydwaj przyjaciele nie chowają do siebie wzajemnej urazy.

## Obsada
- Jean-Paul Belmondo – Rocco
- Lino Ventura – Herve Marec
- Bernard Blier – Mitch-Mitch
- Andréa Parisy – "Pepa"
- Gert Fröbe – Castigliano
- Reginald Kernan – Steiner
- Pierre Mirat – Halibi
- Doudou Babet – Khenouche
- Jacky Blanchot – klient w knajpie Halibiego
- Anne-Marie Coffinet – Angele
- Pierre Collet – pracownik Castigliano
- Louis Bugette – restaurator Orlando
- Henri Lambert – Robert, pobity klient Orlando
- Christian Brocard – mechanik Abdul
- Marcel Bernier – Marcel, mechanik w garażu Castigliano
- Paul Bonifas – doktor Magnart
- Louis Bugette – Zeze
- Marcel Policard – starzec-autostopowicz

i inni.

## O filmie
Kolejny film jednego z czołowych twórców filmowych (scenarzysta i reżyser) kina francuskiego okazał się być dużym sukcesem kasowym. Złożyły się na to głównie prosta i atrakcyjna fabuła typowego filmu przygodowo-sensacyjnego, połączona z doskonałym aktorstwem tuzów kina francuskiego połowy XX wieku (Belmondo, Ventura). We Francji był siódmym pod względem wpływów ze sprzedaży biletów filmem roku 1964 z przychodem blisko 3,5 miliona franków. Podobnie dużym sukcesem cieszył się we Włoszech, gdzie obejrzało go blisko 1,5 miliona widzów. Spodobał się krytykom, chociaż nie jurorom festiwali filmowych w Cannes i Salonikach, gdzie nominowany do nagród za reżyserię Henri Verneuil nie otrzymał żadnej z nich. Niektórzy porównywali go do, utrzymanej w podobnym klimacie, Ceny strachu – arcydzieła Clouzota z 1953. Zupełnie odmienny los spotkał ten film za oceanem. W Stanach Zjednoczonych obraz miał swoją premierę dopiero w sierpniu 1965 i został dość sceptycznie przyjęty przez krytyków.
Dla reżysera Henri Verneuila sukces kasowy filmu okazał się być przepustką do kariery międzynarodowej, natomiast dla autora literackiego pierwowzoru na którym został oparty scenariusz filmu – Claude'a Veillot – był wstępem do wieloletniej twórczości jako współautora scenariuszy filmowych Yvesa Boisseta.

## Galeria

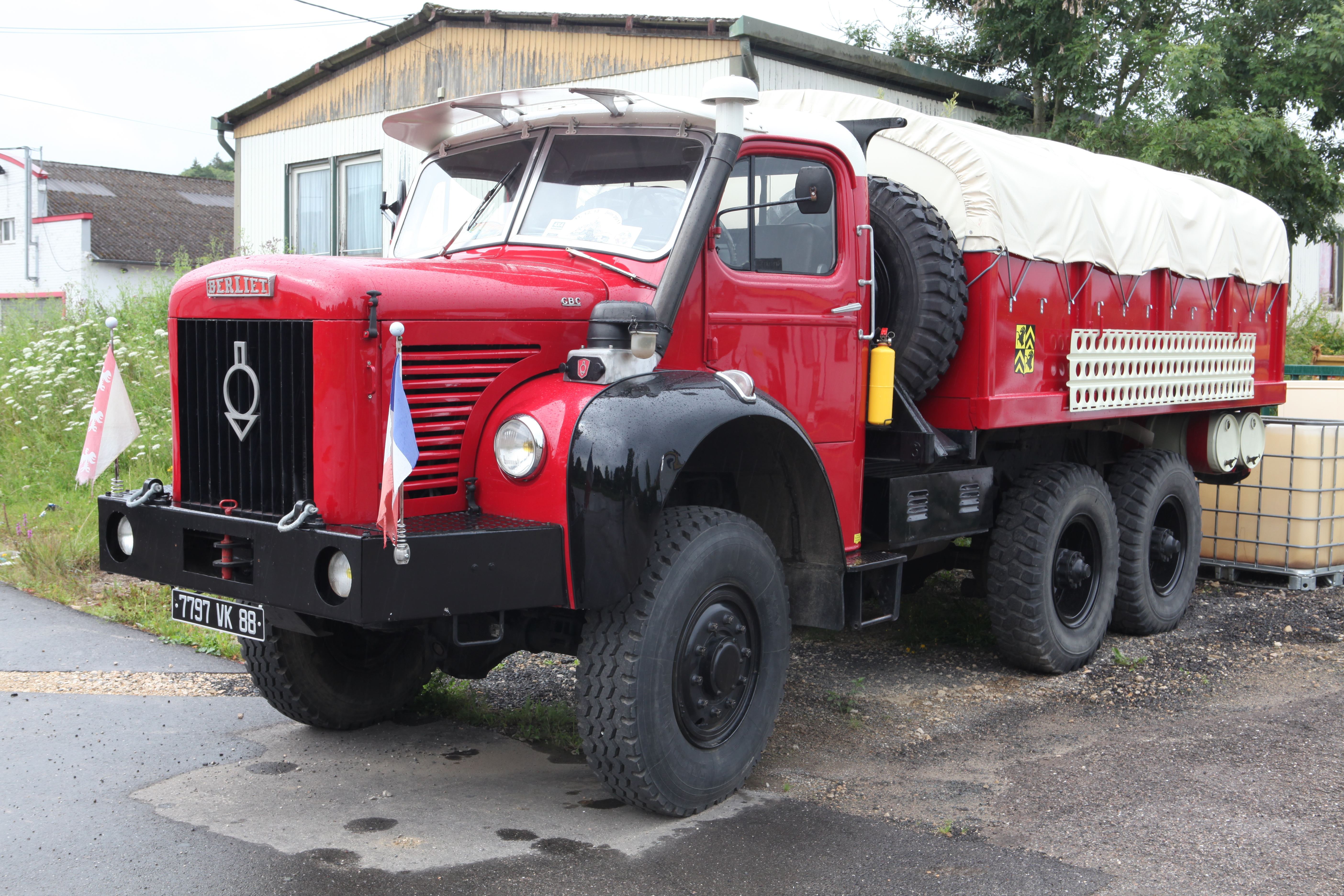
Berliet GBC8 6x6 "Gazelle" – model ciężarówki jaką poruszali się Marec i Steiner
Berliet GLR – model ciężarówki jaką poruszali się Rocco i Pepa
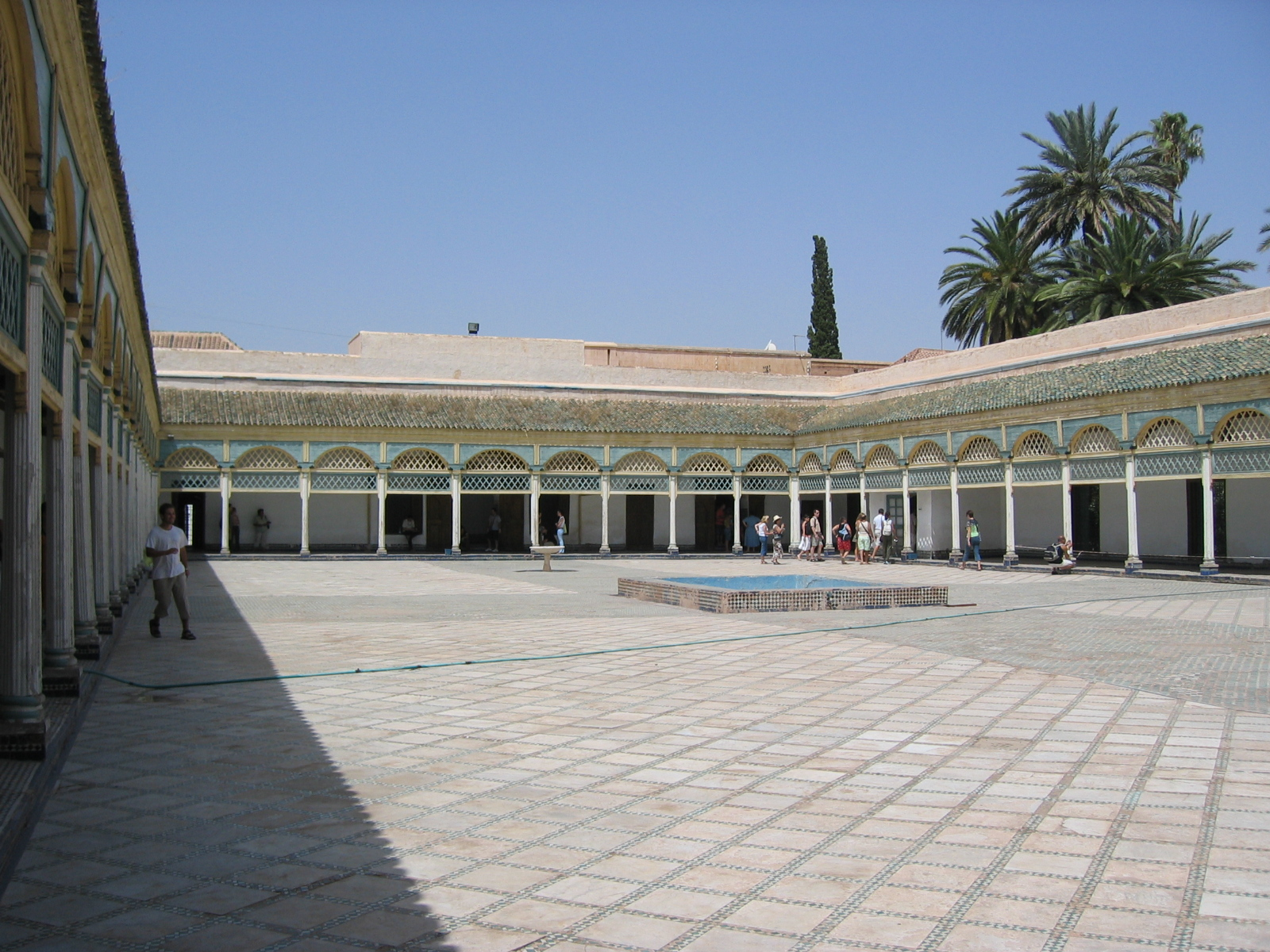
Podwórzec pałacu Bahia w Marokko, miejsce gdzie rozegrała się finałowa scena walki pomiędzy Rocco i Mareckiem